# 3803 Tuchkova
3803 Tuchkova è un asteroide della fascia principale del diametro medio di circa 35,45 km. Scoperto nel 1981, presenta un'orbita caratterizzata da un semiasse maggiore pari a 3,0470373 UA e da un'eccentricità di 0,0531951, inclinata di 13,05961° rispetto all'eclittica.